# IC 5148
Coordenadas:  21h 59m 35.2s, −39° 23′ 08″
Apelidada de Nebulosa do Estepe, IC 5148 é uma nebulosa planetária situada a cerca de 1 grau a oeste da estrela Lambda Gruis, na constelação do Grou. Este objeto de céu profundo foi descoberto pelo astrônomo amador australiano Walter Gale em 1894. A aproximadamente 3000 anos-luz de distância da Terra, esta nebulosa está se expandindo a uma velocidade de 50 quilômetros por segundo, uma das taxas de expansão mais rápidas de todas as nebulosas planetárias.
A estrela central dessa nebulosa planetária possui tipo espectral hgO(H).

## Links externos
- Media relacionados com IC 5148 no Wikimedia Commons